# عبدالله ریاضی
 عبدالله ریاضی (زاده ۱۲۸۵ اصفهان – درگذشته ۲۴ فروردین ۱۳۵۸ تهران) مدرس دانشگاه، ریاضی‌دان و سیاستمدار ایرانی بود، که در ادوار ۲۱، ۲۲، ۲۳ و ۲۴ مجلس شورای ملی، در فاصله سالهای ۱۳۴۲ تا ۱۳۵۷ ریاست مجلس را برعهده داشت.
وی از سال ۱۳۱۴ تدریس در دانشگاه تهران را آغاز کرد و از ۱۳۲۵ تا ۱۳۴۲ ریاست دانشکده فنی دانشگاه تهران را برعهده داشت. ریاضی پس از وقوع انقلاب ۱۳۵۷ دستگیر شد و در فروردین ۱۳۵۸ با حکم صادق خلخالی اعدام گردید.

## زندگی‌نامه

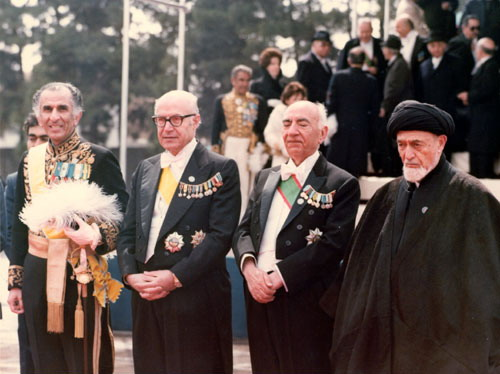
از چپ: جمشید آموزگار نخست‌وزیر، جعفر شریف‌امامی رئیس مجلس سنا، عبدالله ریاضی رئیس مجلس شورای ملی و سید حسن امامی امام جمعه تهران. اسفند ۱۳۵۶، شهر ری، مراسم یکصدمین سال تولد رضاشاه

عبدالله ریاضی در سال ۱۲۸۵ در شهر اصفهان زاده شد. پدرش میرزا هاشم خان خیاط نام داشت. وی ۵ ساله بود، که به مکتب فرستاده شد و تا خواندن سیوطی و شرح لمعه پیش رفت، سپس تحصیلات خود را در مدرسه آلیانس اصفهان ادامه داد، که تمامی دروسش به زبان فرانسه تدریس می‌شد و دوره‌ای ۲ ساله را نیز در این مدرسه سپری کرد. وی سپس به مدرسه علیه رفت  و دیپلم ریاضی گرفت و مدتی در دبستان، ریاضی درس می‌داد و به معلم «ریاضی» شهرت یافت و نام‌خانوادگی ریاضی نیز یادگار آن دوران بود.

## تحصیلات
ریاضی در سال ۱۳۰۷ یکی از یکصد نفری بود، که با دریافت بورسیه از دولت شاهنشاهی، برای تحصیل راهی اروپا شدند. وی هم‌دوره مهندس بازرگان بود و در شهر نانت فرانسه، مراحل مقدماتی ورود به دانشگاه را نیز با هم طی کردند.

## دانشگاه تهران
عبدالله ریاضی در سال ۱۳۱۴ در زمان سرپرستی محمود حسابی بر دانشکده فنی دانشگاه تهران، با عنوان دانشیار، تدریس در دانشکده فنی دانشگاه تهران را آغاز کرد و بعدها خود نیز ریاست دانشکده فنی را برعهده گرفت.

## مجلس شورای ملی
عبدالله ریاضی در سال ۱۳۴۲ برای شرکت در انتخابات دوره ۲۱ مجلس شورای ملی کاندید شد، که این تصمیم وی، عصبانیت دانشجویان دانشگاه تهران را برانگیخت، چرا که ریاضی در جایگاه ریاست دانشکده فنی دانشگاه تهران، هیچگاه فعالیت سیاسی دانشجویان را برنمی‌تافت. وی پس ورود به مجلس، توسط گروهی از دانشجویان، مضروب گردید.
به اعتقاد محمود فاضلی، تصویب لایحه جدایی بحرین از ایران و لایحه کاپیتولاسیون از اقدامات جنجالی دوران ریاست وی بر مجلس شورای ملی است. ریاضی در دوره‌های ۲۱ تا میانه دوره ۲۴ به مدت ۱۵ سال، رئیس مجلس شورای ملی بود و در سال ۱۳۵۷ با اوج گرفتن اعتراضات انقلابی در کشور، از ریاست مجلس برکنار شد و برای مدتی جهت معالجه، راهی اروپا شد و در هنگام بازگشت از اروپا، با صادق خلخالی در یک پرواز بود.

## دستگیری و اعدام
ریاضی مدتی پس از وقوع انقلاب و تأسیس جمهوری اسلامی ایران، با حکم دادگاه‌های انقلاب اسلامی، دستگیر و به زندان قصر منتقل شد. وی مدتی بعد، توسط صادق خلخالی، محاکمه و به اعدام محکوم شد. حکم اعدام ریاضی در تاریخ ۲۴ فروردین ۱۳۵۸ در زندان قصر اجرا گردید.